# Through Thick Fog Till Death
Through Thick Fog Till Death ist das vierte Studioalbum der norwegischen Band Urgehal. Es wurde im Oktober 2002 sowie im April/Juni 2003 aufgenommen und 2003 über Agonia Records und Flesh for Beast veröffentlicht. Das Album wurde zunächst am 30. April 2010 von der Bundesprüfstelle für jugendgefährdende Medien (BPjM) indiziert und am 20. Juni 2011 vom Amtsgericht Saarbrücken bundesweit beschlagnahmt.

## Titelliste
Side Atrocity
1. 666 – 0:47
2. Possessed (Raped by Evil) – 2:29 (Text und Musik: Trondr Nefas)
3. Raise the Symbol of Satan – 6:21 (Text: Enzifer; Musik: Enzifer, Nefas)
4. Invasion – 8:23 (Text und Musik: Trondr Nefas)
5. Through Thick Fog Till Death – 4:06 (Text und Musik: Enzifer)
6. Mirror Satan – 4:22 (Text: Sorgar; Musik: Trondr Nefas)

Side Blasphemy
1. Satanic Deathlust – 5:50 (Text: Enzifer, T. Nefas; Musik: Trondr Nefas)
2. Dead Cold December – 7:41 (Text und Musik: Enzifer)
3. Død, død og atter død – 6:17 (Text und Musik: Trondr Nefas)
4. Supreme Blasphemy – 4:40 (Text und Musik: Trondr)
5. Mankind Murder – 5:44 (Text und Musik: Enzifer)

## Musikstil
Für Ken Pierce von Sea of Tranquility verglich den Großteil des Albums als schwerere, talentiertere von Mayhem beschreibbar, während Invasion stark an Celtic Frost erinnere und Stücke wie Raise the Symbols of Satan an Behemoth. Auch Stewart Voegtlin von Dusted Magazine verglich den Stil mit Mayhem. Eduardo Rivadavia von Allmusic hingegen nannte Darkthrone und Tsjuder als Vergleiche. Einige Stücke enthalten gelegentliche Thrash-Metal-Elemente. Drew Ailes von Last Rites erinnerten die Passagen in mittlerem Tempo gelegentlich an frühere Burzum-Werke und Khold.

## Kritiken
Pierce zählt Through Thick Fog Till Death zu den besten Veröffentlichungen im norwegischen Black Metal; die Band zeige ein Niveau an musikalischer Disziplin, das bei diesem Stil untypisch sei; sie sei nicht auf dem Niveau von Morbid Angel, aber „immerhin ist es nicht Gorgoroth“. Ailes empfiehlt das Album Anhängern älterer Satyricon- oder Darkthrone-Werke. Fast alle Stücke hätten interessante Charakteristika. Wegen der wenigen unorthodoxen Elemente sei er neugierig, wie die Band sich entwickeln werde; ihre nächste Veröffentlichung könnte revolutionär werden. Für Rivadavia ist der Inhalt des Albums „größtenteils nicht überraschend“, die Liedtitel seien vorhersehbar, die Lieder seien aber eindrucksvoll komponiert; das Titelstück, Død, død og atter død und Invasion gehörten zum besten „Necro-Black Metal“. Voegtlin bezeichnete Vergleiche mit Mayhem als „unvermeidlich – wenn nicht etwas ungerecht“, da es von Mayhem nach dem Meisterwerk De Mysteriis Dom Sathanas keine würdige Veröffentlichung gegeben habe, was sich aber vielleicht mit Attila Csihars Rückkehr zur Band ändern werde; während die Band Urgehal nicht nachgelassen habe, sondern allenfalls potenter geworden sei. Das Album induziere eine seit Zyklon-B oder dem Irrsinn von Polygon Windows Quoth nicht mehr demonstrierte Klaustrophobie.